# Jem’hadar
A jem’hadar génmanipuláció által kialakított elit harcosokból álló faj a Star Trek: Deep Space Nine című televíziós sorozatban. Génjeikbe kódolták a vak odaadást a vorták és az Alapítók iránt, akiket istenekként tisztelnek. A jem'hadaroknak igen nagy fizikai erejük és állóképességük van, és fanatikus a lelkesedésük a harc iránt. Az Alapítók csak hímnemű jem'hadarokat készítettek, hogy a harcosok figyelme mindig csak a harcra összpontosulhasson, és hogy a DNS-ük se változhasson meg. A jem'hadaroknak személyes álcázójuk is van, és mivel sosem alszanak, esznek vagy pihennek, nem meglepő, hogy ez a faj igen veszélyes fegyver az Alapítók kezében.
A jem'hadarok a háborúért és a győzelemért élnek, de az élettartamuk igen alacsony. Gyors fejlődésűvé tervezték őket, és csak körülbelül húsz évig élnek. A jem'hadaroknak szükségük van egy izogenikus enzimre, a fehér ketracelre, különben a vérkeringésük összeomlik; az Alapítók ezzel is a kezükben tartják őket. Egy születési kamrában jönnek létre, és a jem'hadar gyerekek nagyon korán, három hónap alatt elérik a felnőttkort, amikor már készek a harcra, és már szükségük van a ketracelre is. A ketracelt szokványos eszközökkel nem lehet előállítani, csak a vorták birtokolhatják, akik pedig az Alapítóktól kapják azt. A jem'hadarok a ketracel nélkül hosszabb-rövidebb szenvedés után meghalnak. A haláluk előtt megpróbálnak annyi élőlényt lemészárolni, amennyit csak tudnak. A ketracel hiányában némely funkciójuk, mint pl. az álcázás, gyengül, és kontrollálhatatlanná válik.